# 北白川の戦い
北白川の戦い（きたしらかわのたたかい）は、永禄元年6月9日（1558年7月4日）に山城国愛宕郡白川（現在の京都府京都市左京区北白川周辺）で行われた戦い。小規模な戦闘に過ぎなかったが、その後の和睦で政治体制に変化をもたらした。この戦闘前後に近郊の東山にそびえる将軍山城及び如意ヶ嶽で繰り広げられた争奪戦についても記述する。

## 経過

### 義輝の下向
天文22年（1553年）に室町幕府13代・将軍足利義輝と細川晴元が京都を棄てて近江朽木谷へ逃れてからは、晴元の元家臣三好長慶による京都支配が始まり、近国への遠征（丹波・播磨）と幕府に代わって書状発給を行うなど、実質的な天下人として振る舞いだした。軍事力を持たない義輝らは朽木谷で傍観するしかなかった。
永禄元年（1558年）3月、義輝・晴元は京都奪回を果たすべく、近江守護六角義賢の支援で立ち上がり、軍勢3000人を率いて朽木谷から南下して、5月3日に坂本に到着した。
京都では、長慶の部将松永久秀・長頼兄弟と長慶の従叔父・三好長逸が摂津・丹波から1万5000人の軍勢を引き連れて9日に京都南部に布陣、長慶も居城の摂津芥川山城から東寺に移した。
13日、義輝の足軽が坂本と京都の間にそびえる東山の1つ・瓜生山付近に出没すると緊張が高まり、三好軍は19日に京都市中で示威行軍を行い警戒に当たった。

### 京都攻防戦
膠着状態の中で先に動いたのは三好軍で、6月2日に岩成友通・伊勢貞孝を加えた三好軍が瓜生山山頂の将軍山城を占拠、修築に当たった。義輝側も報復として、2日後の4日に瓜生山南東2kmの如意ヶ嶽を占拠、西麓の鹿ヶ谷で三好軍と小規模な戦闘を起こしたり、浄土寺から北白川に至るまで放火を行い、攻勢に出た。また、如意ヶ嶽占拠により将軍山城を覗き見る形となり、西麓の放火と合わせて、三好軍に対し戦略的に優位に立った。
南と西から揺さぶられた三好軍は7日に将軍山城を自焼して京都へ退却、代わって如意ヶ嶽から足利軍が出撃して将軍山城を奪った。しかし、如意ヶ嶽は手薄となり翌8日に長逸・久秀らが逆に如意ヶ嶽を占拠したため、両軍の位置が入れ替わっただけに終わった。9日に北白川で両軍が衝突、三好軍は義輝の奉公衆70人を討ち取り勝利した。
この後戦線は再び膠着状態となり、長慶は足利軍を後援していた六角義賢との和睦交渉を開始した。一方で地盤の四国から軍勢を呼び寄せ、7月に叔父の三好康長が四国勢の先鋒として、8月から9月に3人の弟三好実休・安宅冬康・十河一存と息子の三好義興が続々と兵庫・堺に上陸すると、9月18日に堺で三好一族が会合を行い、四国勢が東山の足利軍に圧力をかけた。これが功を奏し、六角義賢は戦局が不利であると認識して和睦を進めていった。

### 和睦
長慶と六角義賢の使者が交渉をやり取りした結果、6日に義賢の仲介で長慶と義輝の和睦が成立した。27日に義輝は将軍山城から下りて、相国寺で長慶・伊勢貞孝・細川氏綱らの出迎えを受けて入京、5年ぶりに京都へ戻った。
12月、長慶は京都から芥川山城へ戻り、四国勢も解散して帰国した。ただし、晴元は和睦に反対して姿を消し、以後も長慶への敵対行動を続けることになる。
義輝と和睦した長慶は幕府の関係修復と勢力拡大に努め、永禄2年（1559年）3月に義輝を自邸へ招き歓待、同年と翌永禄3年（1560年）にかけて河内・大和を平定して領土を増やした。また、永禄3年に長慶は義輝から幕府相伴衆に任命、朝廷から修理大夫に任官され、子の義興も筑前守に任官、御供衆にも任じられ父子共に幕臣として義輝に仕え、対立関係から一転して幕府と協調関係を築いていった。
幕府との関係修復と領国増加で長慶の勢力は増加しており、長江正一は永禄4年（1561年）に義興も相伴衆に任命された御礼に義輝を歓待、長慶が晴元と和睦した時期が全盛期と記しているが、今谷明は義輝の帰京で幕府発行の命令書である奉行人奉書が復活、反対に長慶の書状は出されなくなり、形式的にせよ幕臣となったことにより、義輝との上下関係が定まった点を指摘、独立政権を切り回していた天文22年から永禄元年までの5年間が長慶の全盛期と指摘している。いずれにせよ、長慶は幕府との戦いを経て畿内最大の大名として君臨したが、永禄4年以後は六角義賢を始めとする敵対勢力の反撃と、身内の相次ぐ不幸で苦境に立たされていくことになる。